# Хан (река у Кореји)
Хан је највећа река у Јужној Кореји и четврта по величини река на Корејском полуострву, иза река Јалу, Тумен и Накдонг. Ствара се спајањем река Намхан (Јужни Хан), која извире у планини Даедок, и Букхан (Северни Хан), која извире на падинама планине Геумганг у Северној Кореји. Река тече кроз Сеул, те се потом спаја са реком Имџин пре уливања у Жуто море. На ушћу прати ток демилитиризоване зоне која раздваја Јужну од Северне Кореје.